# Тиреостимулишући хормон
Тиреостимулишући хормон (TSH) или тиреотропни хормон је хормон предњег режња хипофизе који изазива повећано стварање и ослобађање хормона тироксина и тиронина из штитасте жлезде. Овај хормон такође изазива раст штитасте жлезде (деобу њених ћелија), повећава транспорт јода у ћелије штитасте жлезде, као и повећано стварање тироглобулина.

## Грађа
Тиреостимулишући хормон је гликопротеин молекулске масе око 30.000 далтона. Око 15% молекула чине угљени хидрати, а остатак протеини. Изграћен је из две подјединице: α и β, које су везане неквалентним везама. Алфа подјединица, исте структуре среће се и код других хормона аденохипофизе гликопротеинске природе: адренокортикотропног хормона (АЦТХ), фоликулостимулирајућег (ФСХ) и лутеинизирајућег хормона (ЛХ), као и код хуманог хорионског гонадотропина (ХЦГ). Бета подјединица је карактеристична за сваки од ових хормона. Када су подјединице раздвојене, губе активност. Ген за α подјединицу се налази на хромозому 6, док се ген за β подјединицу накази на 1. хромозому.

## Дејство
ТСХ вишеструко делује на штитасту жлезду. Повећава ослобађање хормона ове жлезде: тироксина и тиронина, повећава транспорт јода у њене ћелије, синтезу тиреоглобулина (претходник хормона). Тиреостимулишући хормон подстиче раст и деобу ћелија штитасте жлезде. Своје дејство тиреостимулишући хормон испољава везивањем за мембранске рецепторе ћелија штитасте жлезде, након чега се активира ензим аденил циклазу, која из АТП-а производи циклични аденозин монофосфат (ц-АМП). Ц-АМП посредује у преносу инф до једра ћелија, где се врши процес преписивања генетичке информације на РНК.

## Регулација
Тиреостимулишући хормон стоји под контролом тиротропин ослобађајућег хормона (ТРХ) хипоталамуса. Хормони штитне жлезде: тироксин и тиронин механизмом негативне повратне спреге инхибишу лучење овог хормона. Када концентрација тироксина и тиронина падне, инхибиција се отклања. Ова два хормона такође инхибишу и лучење ТРХ на исти начин. 
Соматостатин такође може да инхибира лучење ТСХ.

## Поремећаји
- Високе вредности тиреостимулишућег хормона се најчешће срећу код код примарног хипотиреоидизма.
- Ниске вредности овог хормона се најчешће срећу код примарног хипертиреоидизма.

Зато се код сумње на поремећај функције штитасте жлезде често одређује концентрација овог хормона у крви.